# Mikoszewo
Mikoszewo ([mikɔˈʂɛvɔ], deutsch Nickelswalde) ist ein Dorf im Verwaltungsbezirk Gmina Stegna im Powiat Nowodworski in der Woiwodschaft Pommern im Norden Polens.

## Geographie
Der Ort liegt etwa 17 Kilometer nordwestlich von Nowy Dwór Gdański und 22 Kilometer östlich der Regionalhauptstadt Danzig. Mikoszewo befindet sich östlich der Mündung des Weichseldurchstichs am Beginn der Frischen Nehrung. Im Westen liegt jenseits der Weichsel Świbno (Schiewenhorst). Im Osten grenzt er an Jantar (Pasewark) und im Süden an Drewnica (Schönbaum).
Es liegt in der historischen Region Pommern.

## Geschichte

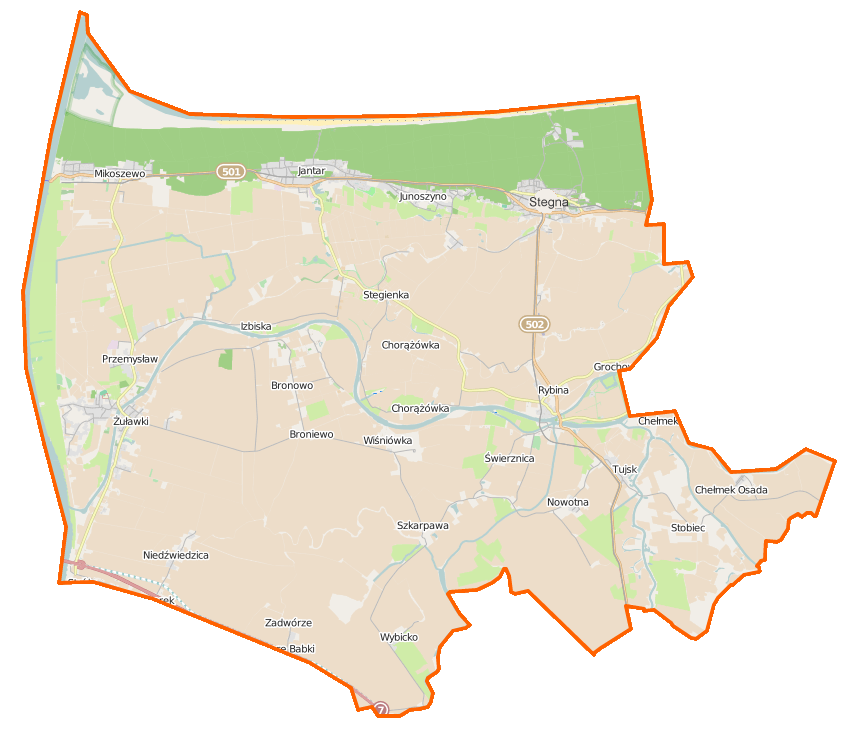
Karte der Landgemeinde

Die ersten historischen Erwähnungen dieser Stadt stammen aus dem Jahr 1243, als es Teil des Deutschen Ordens war. Mit dem Zweiten Frieden von Thon wurde das Dorf ein Teil des Preußischen Bundes und wurde dem König von Polen als Königliches Preußen unterstellt, wobei das Dorf als Teil der Stadtrepubliken Danzig eine weitgehende politische, wirtschaftliche und kulturelle Autonomie erhielt, die ihr teilweise schon während des Krieges garantiert worden war. Dazu gehörte das sogenannte Große Privileg, das König Kasimir IV. 1457 der Stadt Danzig verliehen hatte. Das Dorf war Teil des Königreichs Polen, in dem es bis zur zweiten Teilung Polens im Jahr 1793 ein Besitz der Stadt Danzig in der Woiwodschaft Pommerellen war. Anschließend wurde es vom Königreich Preußen annektiert. Auf der Flucht vor Napoleon Bonaparte übernachtete Königin Luise mit ihren Kindern vom 5. Januar bis zum 8. Januar 1807 auf dem Kröckerschen Hof ⊙. Mit der Reichsgründung 1871 wurde es Teil des Deutschen Kaiserreiches.
Am 1. Januar 1874 wurde die Kreisordnung für die Provinz Preußen eingeführt, diese wurde vier Jahre später wieder in die Provinzen Ost- und Westpreußen geteilt. Am 25. April 1874 wurde der Amtsbezirk Pasewark gebildet. Der Ort Nickelswalde war eine Landgemeinde im Landkreis Danzig (ab 1887 Kreis Danziger Niederung). Die Einwohnerzahl stieg von 423 (in 1885) über 918 (1905) auf 876 (1910) an. Zuständig war das Amtsgericht Danzig. Evangelische waren nach Bohnsack eingepfarrt, Katholiken nach Fürstenwerder. Die Pfarrkirche in Sobieszewo (Bohnsack) wurde 1947 katholisch geweiht.
Im Jahr 1889 wurde zwischen Schiewenhorst und Nickelswalde mit dem Graben des Weichseldurchstichs begonnen, der 1895 vollendet wurde. Das Dorf erhielt einen Fischereihafen. Ende des 19. Jahrhunderts erhielt der Ort Badebuden an der Danziger Bucht. Im Jahr 1905 wurde die Schmalspurbahn der Westpreußischen Kleinbahnen eröffnet und drei Fähren verkehrten über den Durchstich, eine Seilfähre für Fuhrwerke, eine Dampffähre für Autos und Karren sowie das Trajekt der Kleinbahn.
Nach der deutschen Niederlage im Ersten Weltkrieg wurden der Kreis und Amtsbezirk gemäß den Bestimmungen des Friedensvertrags von Versailles am 10. Januar 1920 an die Freie Stadt Danzig abgetreten. Nach dem deutschen Überfall auf Polen kam das Gebiet von 1939 bis 1945 völkerrechtswidrig zum Reichsgau Danzig-Westpreußen. Während des Krieges befand sich hier ein Nebenlager des KZ Stutthof, in dem die Deutschen 120 Norweger zur Zwangsarbeit gefangen hielten. Nach der Kapitulation der Wehrmacht wurde das Gebiet im Rahmen der auf der Potsdamer Konferenz im Juli/August 1945 verkündeten Grenzänderungen Teil der Volksrepublik Polen und erst von 1945 bis 1945 in Rybarkowo und danach in Mikoszewo umbenannt. Die deutschen Ortsbewohner wurden vertrieben.

## Verkehr
Mikoszewo liegt an der Woiwodschaftsstraße 501 von Danzig nach Krynica Morska (Kahlberg-Liep). Vor der Weichselfähre zweigt die Verbindungsstraße zur Schnellstraße S7 ab. Der Ort ist an den städtischen Busverkehr angebunden.